# Шулич, Денис
Денис Шулич (серб. Денис Шулић, родился 25 мая 1992 года в Градишке) — политик Республики Сербской, действующий министр торговли и туризма в Правительстве Республики Сербской с 14 марта 2023 года, в 2018—2023 годах депутат Народной скупщины Республики Сербской от Союза независимых социал-демократов и заместитель председателя Скупщины в 2020—2022 годах, бывший председатель движения «Молодые социал-демократы».

## Биография
Окончил начальную и среднюю школу в Градишке, получил высшее образование в университете Баня-Луки на факультете политологии, окончил там же магистратуру. Добровольный донор крови. В 2013—2017 годах — председатель отделения движения «Молодые социал-демократы» в Градишке, молодёжной организации при Союзе независимых социал-демократов . В 2017 году стал председателем всего движения. По достижении 30 лет покинул пост, в соответствии с уставом. Является членом Главного комитета, Президиума и Исполнительного комитета Союза независимых социал-демократов.
В 2018 году по итогам всеобщих выборов Шулич с 6029 голосов был избран в Народную скупщину Республики Сербской X созыва, в 2020 году назначен заместителем председателя Народной скупщины, став самым молодым в истории Республики Сербской деятелем на этом посту. С разрешения председателя Народной скупщины Шулич был председателем комитета в Народной скупщине Республики Сербской, занимавшейся вопросами о переносе полномочий Республики Сербской на уровень Боснии и Герцеговины.
На всеобщих выборах 2022 года с 6974 голосами Шулич получил напрямую депутатский мандат в избирательном округе № 2 и второй раз был избран в Народную скупщину Республики Сербской. В январе 2023 года вынужден был снять свою кандидатуру на должность министра по правам человека и делам беженцев Боснии и Герцеговины в Совете министров Боснии и Герцеговины, поскольку этому активно воспротивились политики из Федерации Боснии и Герцеговины.
14 марта 2023 года на втором очередном заседании Народной скупщины Республики Сербской XI созыва Денис Шулич был избран на пост министра торговли и туризма Республики Сербской, сменив Севлида Хуртича, который возглавил Министерство по вопросам беженцев и переселенцев в Совете министров Боснии и Герцеговины.